# Resistència ambiental
La resistència ambiental correspon al conjunt de factors ambientals que impedeixen a una població assolir el seu potencial biòtic. Aquests factors poden ser tant biòtics com abiòtics i regulen la capacitat reproductiva d'una població de manera limitant.
Aquest factors poden representar tant recursos com la interacció amb altres poblacions. Alguns dels principals factors ambientals són l'aigua, el refugi, aliment, els paràsits, les malalties, el nínxol ecològic, els depredadors, entre d'altres.